# Lupoglav (żupania istryjska)
Lupoglav – wieś w Chorwacji, w żupanii istryjskiej, w gminie Lupoglav. W 2011 roku liczyła 288 mieszkańców.